# 조세프 월시

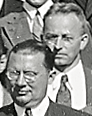
월시(오른쪽) 1932년 취리히에서

조세프 월시(Joseph L. Walsh, 1895년 9월 21일 워싱턴 DC ~ 1973년 12월 6일 컬리지 파크, 메릴랜드)는 미국의 수학자이다. 조셉 레오나드 월시(Joseph Leonard Walsh)는 동료들에게 조(Joe)로 곧잘 불리었으며, 그의 부모는 존 월시(John Leonard Walsh)와 셸리 존스(Sallie Ellicott Jones)이다.
그는 1916년에 학사 학위를 하버드 대학교에서 받았으며 그의 직업 경력 대부분을 하버드 대학교에서 공부하고 그곳에서 계속해서 재직했다.
1966년 하버드에서 은퇴한 후 메릴랜드 대학교에서 사망하기 몇 달 전까지도 꾸준히 일을 계속했다.

## 같이 보기
- 월시 함수
- 월시 행렬
- 월시 코드(하다마드 코드)

## 참고
- MATH.info
- “조세프 월시”. 《수학 계보 프로젝트》 (영어). 미국 수학회.